# Undici Restaurant & Bar
Undici Restaurant & Bar var en restaurang och bar i Stockholm. Restaurangen var mest känd för att den ägdes av Tomas Brolin 2000–2008. År 2007 förlorade Undici utskänkningstillståndet. Undici var då belägen på Sturegatan.
Krogen öppnades åter 2009 på Grev Turegatan 30, och med den tidigare restaurangchefen Sara Shalabi och köksmästaren David Strand som ägare. Restaurangen gick i konkurs 2013.